# Улица Гоголя (Чернигов)
Улица Гоголя (укр. Вулиця Гоголя) — улица в Деснянском районе города Чернигова. Пролегает от проспекта Мира до улицы Гончая, исторически сложившаяся местность (район) Ковалёвка.
Примыкают улицы Пятницкая, Мстиславская.

## История
Улица проложена в начале XX века. До 1917 года здесь было расположено городское училище, затем школа № 6, сейчас институт последипломного педагогического образования (дом № 16).
Изначально называлась Гоголевская улица, затем улица Гоголя — в честь русского писателя Николая Васильевича Гоголя.
В конце 1980-х годов была ликвидирована большая часть усадебной застройки и были построены кварталы многоэтажной жилой застройки.

## Застройка
Улица пролегает в восточном направлении, с небольшим уклоном на север, к реке Стрижень. Не имеет прямого проезда со стороны проспекта Мира. Парная и непарная стороны улицы заняты многоэтажной (5-9-10-этажные дома) жилой застройкой, частично усадебной застройкой (два дома, в том числе один нежилой).
Учреждения:
1. дом № 16 — Черниговский областной институт последипломного педагогического образования (ректорат) имени К. Д. Ушинского

Памятники архитектуры:
1. дом № 16 — Здание Черниговского городского училища имени Н. В. Гоголя (начало XX века) — местного значения

Мемориальные доски:
1. дом № 16 — ректору Черниговского областного института последипломного педагогического образования Виталию Ивановичу Скрипке — на здании, где работал (1993—2010)